# Почти близнецы
Почти близнецы — альбом певицы Линды, выпущенный на лейбле Universal. Достаточно нетипичный релиз: смесь сборника лучших песен, новых синглов и ремиксов. В альбоме ощущается движение исполнителя в направлении рока и электронной музыки.

## Список композиций
| №   | Название                                              | Текст песни   | Музыка            | Ремикс                       | Длительность |
| --- | ----------------------------------------------------- | ------------- | ----------------- | ---------------------------- | ------------ |
| 1.  | «Тай!»                                                | Линда         | Линда             |                              | 3:55         |
| 2.  | «Северный ветер»                                      | Максим Фадеев | М. Фадеев         |                              | 4:44         |
| 3.  | «Круг от руки»                                        | М. Фадеев     | М. Фадеев         |                              | 4:05         |
| 4.  | «Никому я тебя не отдам»                              | М. Фадеев     | М. Фадеев         |                              | 4:38         |
| 5.  | «Отпусти меня»                                        | М. Фадеев     | М. Фадеев         |                              | 4:34         |
| 6.  | «Мало огня»                                           | М. Фадеев     | М. Фадеев         |                              | 5:26         |
| 7.  | «Никогда»                                             | М. Фадеев     | М. Фадеев         |                              | 3:44         |
| 8.  | «Золотая вода»                                        | М. Фадеев     | М. Фадеев         |                              | 3:53         |
| 9.  | «Марихуана»                                           | М. Фадеев     | М. Фадеев         |                              | 5:07         |
| 10. | «Ворона»                                              | М. Фадеев     | М. Фадеев         |                              | 4:59         |
| 11. | «Цепи и кольца (Globass hard version)»                | Мара Кана     | М. Кана           | группа «GloBass»             | 3:57         |
| 12. | «Танец под водой (Arrival version)»                   | М. Фадеев     | М. Фадеев         | Arrival (Дмитрий Постовалов) | 4:03         |
| 13. | «Агония (Magic mix)»                                  | Любаша        | Евгений Поздняков |                              | 3:02         |
| 14. | «Ворона (Symphonic version)»                          | М. Фадеев     | М. Фадеев         | Евгений Загот                | 4:09         |
| 15. | «Марихуана Syntetic Dub Laboratory (Sadhu-Babu mix)»  | М. Фадеев     | М. Фадеев         | K-Daman                      | 4:08         |
| 16. | «Никому я тебя не отдам Cool Front (Spase Tribe mix)» | М. Фадеев     | М. Фадеев         | K-Daman                      | 5:41         |
| 17. | «Ворона (Biopsyhoz version)»                          | М. Фадеев     | М. Фадеев         | группа «Biopsyhoz»           | 5:14         |
| 18. | «Встреча»                                             | Линда         | Стефанос Корколис |                              | 3:12         |

## Клипы
- «Тай!»
- «Ворона (Biopsyhoz version)»

## Участники записи
- Российский государственный симфонический оркестр кинематографии под руководством Сергея Скрипки — исполнение (трек 14)
- Danil Digi — звукорежиссёр (треки 1, 18)
- Михаил Кувшинов — звукорежиссёр (треки 2-10, 13), мастеринг
- Владимир Николаев — звукорежиссёр (трек 14)
- Владимир Базров — фото
- Василий Вейн — визажист
- «Arandas» — дизайн